# Uniwersytet WSB Merito we Wrocławiu
Uniwersytet WSB Merito we Wrocławiu (wcześniej Wyższa Szkoła Bankowa we Wrocławiu) – uczelnia niepubliczna we Wrocławiu, powstała w 1998 roku. Kształci studentów na trzynastu kierunkach studiów I stopnia, dwóch kierunkach jednolitych studiów magisterskich oraz siedmiu kierunkach studiów II stopnia. Uczelnia prowadzi również studia podyplomowe na ponad dziewięćdziesięciu kierunkach oraz sześć programów studiów MBA, EMBA i Franklin University MBA. W ofercie znajdują się studia stacjonarne i studia niestacjonarne.
W ramach struktury organizacyjnej uczelni znajdują się dwa wydziały – Wydział Finansów i Zarządzania we Wrocławiu oraz Wydział Ekonomiczny w Opolu.
Na studiach I stopnia (licencjackich i inżynierskich) uczelnia kształci na kierunkach: bezpieczeństwo wewnętrzne, dietetyka, filologia, finanse i rachunkowość, inżynieria zarządzania (studia inżynierskie), kosmetologia, informatyka (studia licencjackie i inżynierskie), logistyka (studia licencjackie i inżynierskie), media i komunikacja w biznesie, mikrobiznes, prawo w biznesie, turystyka i rekreacja oraz zarządzanie. Na studiach II stopnia (magisterskich) na kierunkach: bezpieczeństwo wewnętrzne, finanse i rachunkowość, informatyka, logistyka, turystyka i rekreacja, zarządzanie, filologia. Na studiach jednolitych magisterskich na kierunkach prawo oraz psychologia. Na studiach jednolitych magisterskich na kierunkach prawo oraz psychologia.
Kampus Uniwersytetu WSB Merito składa się z czterech budynków przy ul. Fabrycznej we Wrocławiu. Działy obsługowe dla studentów mieszczą się w budynku G, który jest jednocześnie największym budynkiem dydaktycznym na kampusie. Uczelnia posiada rozbudowane zaplecze laboratoriów (m.in.: technologii telekomunikacyjnych, RFID, wirtualnej rzeczywistości, Internetu rzeczy) oraz pracowni i specjalistycznych sal dydaktycznych (m.in. sale z kabinami do tłumaczeń symultanicznych, dydaktyczna sala rozpraw sądowych, Centrum Lean Management), a także infrastrukturę technologiczną.
Uczelnia współpracuje ze środowiskiem biznesowym. Od 2013 roku działa na niej Instytut Współpracy z Biznesem, który zajmuje się rozwijaniem relacji akademickich z otoczeniem gospodarczym, jego dyrektorem jest prof. Marian Noga. Studenci korzystać mogą z oferty Biura Karier.

## Historia uczelni
Wyższa Szkoła Bankowa we Wrocławiu (obecnie Uniwersytet WSB Merito) została utworzona z inicjatywy Towarzystwa Edukacji Bankowej w 1998 roku. W 2007 roku uczelnia otworzyła Wydział Ekonomiczny w Opolu. Poprzez wcielenie w swoje struktury uczelnia połączyła się 1 października 2012 roku z Wyższą Szkołą Zarządzania i Finansów we Wrocławiu oraz 1 października 2020 roku z Wyższą Szkołą Filologiczną we Wrocławiu. Z dniem 3 kwietnia 2023 roku Wyższa Szkoła Bankowa we Wrocławiu zmieniła nazwę i kategorię stając się Uniwersytetem WSB Merito we Wrocławiu.
Zmiana dokonała się po 25 latach działalności i stanowiła kolejny krok w rozwoju uczelni. Nowa nazwa wyraża szeroki, uniwersalny profil kształcenia oraz działalności naukowej. Uniwersytetem uczelnia została dzięki wysokim wynikom ewaluacji, której poddawała się w ramach Federacji Naukowej WSB-DSW (obecnie Federacja Naukowej WSB-DSW Merito), w 8 dyscyplinach naukowych.
Swoją działalność 1998 roku uczelnia rozpoczęła z trzema specjalnościami studiów zawodowych: bankowość, podatki, rachunkowość i finanse przedsiębiorstw. W 1999 roku poszerzyła ofertę o studia podyplomowe, a w 2008 roku wprowadziła do oferty studia MBA.
Uniwersytet jest laureatem prestiżowej nagrody Dolnośląski Gryf Nagroda Gospodarcza przyznawanej przez Zachodnią Izbę Gospodarczą. Nagrodę Dolnośląski Gryf uczelnia otrzymała trzykrotnie – w 2004 roku za “największy wkład w dziedzinie edukacji na rzecz gospodarki dolnośląskiej”, w 2008 roku za “najlepszą współpracę polsko-ukraińską” oraz w 2018 roku za “zasługi dla rozwoju „Dolnośląskiego Gryfa – Nagrody Gospodarczej”. W 2005 roku uczelnia otrzymała pierwszą w Polsce akredytację Fundacji Promocji i Akredytacji Kierunków Ekonomicznych (FPAKE) dla kierunków finanse i bankowość oraz zarządzanie i marketing. Została sześciokrotnie nagrodzona przez Business Centre Club Medalem Europejskim za: studia I stopnia (2007 rok); studia podyplomowe (2008 rok); studia II stopnia (2009 rok); działalność Biura Karier (2010 rok); za program Franklin University MBA (2011 rok); działalność Działu Współpracy z Zagranicą (2013 rok) oraz dwukrotnie nagrodą Ambasador Polskiej Gospodarki w kategorii “Najwyższa Jakość” w 2016 roku i “Partner Firm Zagranicznych” w 2017 roku.
W opublikowanej przez Ministerstwo Edukacji i Nauki informacji o wynikach rekrutacji na studia I stopnia i jednolite magisterskie na rok akademicki 2023/2024 Uniwersytet WSB Merito we Wrocławiu jest najczęściej wybieraną uczelnią niepubliczną w województwie dolnośląskim.

## Władze (2021–2025)[19]
- Rektor: prof. dr hab. inż. Jacek Mercik
- Rektor senior: prof. dr hab. Stefan Forlicz
- Kanclerz: dr Joanna Nogieć
- Zastępca Kanclerza: Agata Natalli
- Zastępca Kanclerza: dr Tomasz Kopyściański
- Wicekanclerz ds. Wydziału Finansów i Zarządzania we Wrocławiu: dr Maciej Szczepanik
- Wicekanclerz ds. Wydziału Ekonomicznego w Opolu: Małgorzata Jagusch

## Struktura[19]

### Wydział Finansów i Zarządzania we Wrocławiu
- Dziekan: dr Tomasz Rólczyński
- Prodziekan ds. organizacyjnych i rozwoju: dr Anna Orzeł
- Prodziekan ds. dydaktycznych: dr Jan Świderski
- Prodziekan ds. studenckich: dr Daria Hofman

### Wydział Ekonomiczny w Opolu
- Dziekan: dr Katarzyna Mizera
- Prodziekan ds. dydaktyki i jakości kształcenia: dr Agnieszka Gawlik
- Prodziekan ds. studenckich: dr Justyna Kuświk

## Kierunki kształcenia
Uniwersytet WSB Merito we Wrocławiu oferuje możliwość kształcenia na następujących kierunkach studiów:
Studia pierwszego stopnia (licencjackie 3-letnie lub inżynierskie, 3,5-letnie).
- Bezpieczeństwo wewnętrzne
- Dietetyka
- Filologia – angielska, germańska, hiszpańska, norweska
- Finanse i rachunkowość
- Informatyka (studia licencjackie i inżynierskie)
- Inżynieria zarządzania (studia inżynierskie)
- Kosmetologia
- Logistyka (studia licencjackie i inżynierskie)
- Media i komunikacja w biznesie
- Mikrobiznes
- Prawo w biznesie
- Turystyka i rekreacja
- Zarządzanie

Studia jednolite magisterskie (5-letnie)
- Prawo
- Psychologia

Studia drugiego stopnia (2-letnie):
- Bezpieczeństwo wewnętrzne
- Filologia – angielska, germańska, hiszpańska, norweska
- Finanse i rachunkowość
- Informatyka
- Logistyka
- Turystyka i rekreacja (studia 3-semestralne)
- Zarządzanie

Studia II stopnia prowadzone są w ramach dwóch ścieżek kształcenia – tradycyjnej oraz połączonej ze studiami podyplomowymi.
Uczelnia prowadzi również ponad 90 kierunków studiów podyplomowych i 6 programów studiów MBA i EMBA:
- Franklin University Master of Business Administration
- Master of Business Administration
- Executive MBA Project Management
- Executive MBA Business Trends
- MBA zarządzanie w podmiotach leczniczych
- PRE MBA – Professional Management dla Początkujących

## Współpraca z zagranicą[25]
Uniwersytet WSB Merito we Wrocławiu posiada rozszerzoną Kartę Erasmusa, przyznaną przez Komisję Europejską, która uprawnia do udziału w programie Erasmus+. W ramach tego programu uniwersytet podpisała ponad 100 umów partnerskich z uczelniami z całej Europy. Studenci mogą realizować studia za granicą i praktyki przez okres od 3 miesięcy do jednego roku akademickiego w takich państwach jak: Belgia, Czechy, Chorwacja, Dania, Francja, Finlandia, Grecja, Litwa, Łotwa, Niemcy, Portugalia, Turcja, Węgry, Włochy, Hiszpania, Holandia.
Uczelnia realizuje także takie projekty międzynarodowe jak: Business Week, Konferencja Studencka w Edynburgu, Szkoły Letnie, International Staff Week i inne.

## Działalność studencka i absolwencka[28]
- Samorząd Studencki Uniwersytetu WSB Merito we Wrocławiu[29]
- Biuro ds. Osób z Niepełnosprawnością[30]
- Kluba Absolwenta Studiów Podyplomowych[31]
- Koła naukowe
  - Koło Naukowe Icebreaker
  - Koło Naukowe Key Visual Business and Research Group (KIWI)
  - Koło naukowe SAP-port
  - Koło SafeITNet
  - Koło Naukowe Prawa WSB Merito Wrocław
  - Nowoczesne technologie komunikacyjne
  - Akademia Cisco
  - Koło Naukowe Inżynier 4.0
  - Koło SafeITNet
  - Studenckie Koło Naukowe LEADERSHIP